# Friedrich Franz von Conring
Friedrich Franz von Conring (* 18. Januar 1873 in Berlin; † 5. Dezember 1965 in Bonn) war ein deutscher Schriftsteller. 

## Leben
Friedrich Franz  von Conring war der Sohn des preußischen Generalmajors Enno von Conring (1829–1886) und dessen Ehefrau Angelica, geborene Störzel. Er hatte die zwei Schwestern Maria (* 1874) und Carmen (* 1875).
Conring diente im Schleswig-Holsteinischen Ulanen-Regiment Nr. 15 der preußischen Armee von 1893 bis zu seiner Verabschiedung als Leutnant im Jahr 1900. Im selben Jahr heiratete er in Philadelphia Maude Bryce. Conring lebte als freier Schriftsteller mit seiner Frau erst in Berlin und Hamburg, von 1908 bis 1915 in München und dann wieder in Berlin. Im Jahre 1931 wurde Conring Mitglied im Unterverband „Arbeitsgemeinschaft nationaler Schriftsteller“ des Schutzverbands deutscher Schriftsteller (SDS). Nach der nationalsozialistischen Machtübernahme wurde er im Zuge der Gleichschaltung des „Schutzverbandes deutscher Schriftsteller“ im März 1933 in den Vorstand gewählt. 
Im Jahre 1943 heiratete Conring, nachdem seine erste Frau verstorben war, seine zweite Frau Marie Wollrath in Berlin-Wilmersdorf.
Nach dem Zweiten Weltkrieg lebte Conring in Bornheim bei Bonn.

## Werk
Das schriftstellerische Werk von Friedrich Conrings umfasst hauptsächlich dramatische Literatur. Das Drama „Disziplin“ wurde auch ins Englische und Französische übersetzt und in London und Paris aufgeführt. Darüber hinaus schrieb er epische Dichtung und verfasste auch Biographien von Friedrich Wilhelm von Steuben und Gebhard Leberecht von Blücher. Im Jahre 1926 veröffentlichte Conring eine Übersetzung von Guy de Maupassants Bel-Ami. In der Sowjetischen Besatzungszone kamen die Blücher-Biographie und die Erzählung  Mit der Division Graf Bredow unter Hindenburg auf die Liste der auszusondernden Literatur.

## Publikationen
- Gerda, Drama, 1900
- Disziplin, Drama, 1903, auch auf Französisch und Englisch erschienen
- Benvenuto Cellini, Drama, 1903
- Im Nebel, Drama, 1905
- In letzter Stunde, Drama, 1905
- Das deutsche Militär in der Karikatur, mit 480 Illustrationen, 1907
- Es horstet auf Höwenberg, Novelle, 1909
- Die Abenteuer des Majors, Novelle, 1911
- Mit der Division Graf Bredow unter Hindenburg, Erzählung, 1916
- Der Gesandte, Drama, 1916
- Das verlassene Heer, Drama, 1916
- Johann von Leyden, Drama über Jan van Leiden, 1921
- Ein Offizier Friedrichs des Großen unterm Sternenbanner. Steubens amerikanische Sendung, Biographie über Friedrich Wilhelm von Steuben, 1931. Neu bearbeitet erschienen 1936, 2. Auflage 1941, auf Niederländisch 1943
- Blücher, Biographie über Gebhard Leberecht von Blücher, 1936
- Hochgericht am Dach der Welt, Roman, 1952